# Tebesbest
Tebesbest è un comune dell'Algeria, situato nella provincia di Touggourt.